# Itiquira
Itiquira  este un oraș în Mato Grosso (MT), Brazilia.